# West Indies Cricket Team in Indien in der Saison 2014/15
Die Tour des West Indies Cricket Teams nach Indien in der Saison 2014/15 fand vom 3. bis zum 17. Oktober 2014 statt. Die internationale Cricket-Tour war Teil der internationalen Cricket-Saison 2014/15. Die Serie bestand ausschließlich aus einer Serie von drei ODIs, die Indien 2-1 gewann. Sie sollte ursprünglich fünf ODIs umfassen, das dritte wurde aber aufgrund des Zyklons Hudhud abgesagt. Das fünfte ODI, sowie drei Test Matches, ein Twenty20 und ein Tour Match wurden wegen Konflikten zwischen der Mannschaft der West Indies und dem West Indies Cricket Board bezüglich der Bezahlung abgesagt. Als Ausgleich zu den abgesagten Spielen erklärte sich Sri Lanka dazu bereit, fünf ODIs gegen Indien zu spielen.

## Stadien
Die folgenden Stadien wurden für die Tour als Austragungsort vorgesehen und am 14. August 2014 bekanntgegeben.
| Stadion       | Stadt                                        | Kapazität | Spiele  |
| ------------- | -------------------------------------------- | --------- | ------- |
| Ahmedabad     | Sardar Patel Stadium                         | 54.000    | 3. Test |
| Bangalore     | M. Chinnaswamy Stadium                       | 42.000    | 2. Test |
| Cuttack       | Barabati Stadium                             | 45.000    | 1. T20  |
| Dharamsala    | Himachal Pradesh Cricket Association Stadium | 23.000    | 4. ODI  |
| Hyderabad     | Rajiv Gandhi International Cricket Stadium   | 55.000    | 1. Test |
| Kochi         | Jawaharlal Nehru Stadium                     | 75.000    | 1. ODI  |
| Kolkata       | Eden Gardens                                 | 82.000    | 5. ODI  |
| Neu-Delhi     | Feroz Shah Kotla                             | 48.000    | 2. ODI  |
| Visakhapatnam | ACA-VDCA Cricket Stadium                     | 30.000    | 3. ODI  |

## Kader
Die West Indies benannten ihren ODI-Kader am 24. September 2014. Der west-indische Bowler Sunil Narine wurde zurückgezogen, da er bei der Champions League Twenty20 2014 auf Grund des Verdachts von illegalem Bowling untersucht wurde. Indien benannte sein ODI-Team am 4. Oktober 2014.
| ODI | ODI |
| Indien | West Indies |
| --- | --- |
| - Mahendra Singh Dhoni (K, wk) - Shikhar Dhawan - Ravindra Jadeja - Virat Kohli - Bhuvneshwar Kumar - Amit Mishra - Akshar Patel - Ajinkya Rahane - Suresh Raina - Ambati Rayudu - Mohammed Shami - Ishant Sharma - Mohit Sharma - Murli Vijay - Umesh Yadav - Kuldeep Yadav | - Dwayne Bravo (K) - Sulieman Benn - Darren Bravo - Jason Holder - Leon Johnson - Kieron Pollard - Chris Gayle - Denesh Ramdin (wk) - Ravi Rampaul - Kemar Roach - Andre Russell - Darren Sammy - Marlon Samuels - Dwayne Smith - Jerome Taylor - Sunil Narine - Lendl Simmons |

## Tour Matches
| 3. Oktober Scorecard | Mumbai | West Indians 148 (38.1)        | – | Indien A 149-1 (25.3) |
|                      |        | Indien A gewinnt mit 9 Wickets |   |                       |

| 5. Oktober Scorecard | Mumbai | Indien A 282 (48.1)          | – | West Indians 266-9 (50) |
|                      |        | Indien A gewinnt mit 16 Runs |   |                         |

| 25. – 27. Oktober | Kanpur | Board President’s XI | – | West Indians |
|                   |        | Spiel Abgesagt       |   |              |

## One-Day Internationals

### Erstes ODI in Kochi
| 8. Oktober Scorecard | Kochi | West Indies 321-6 (50)            | – | Indien 197 (41) |
|                      |       | West Indies gewinnen mit 124 Runs |   |                 |

### Zweites ODI in Neu-Delhi
| 11. Oktober Scorecard | Neu-Delhi | Indien 263-7 (50)          | – | West Indies 215 (46.3) |
|                       |           | Indien gewinnt mit 48 Runs |   |                        |

### Drittes ODI in Visakhapatnam
| 14. Oktober Scorecard | Visakhapatnam | Indien         | – | West Indies |
|                       |               | Spiel abgesagt |   |             |

Das Spiel wurde auf Grund des Zyklons Hudhud abgesagt.

### Viertes ODI in Dharamsala
| 17. Oktober Scorecard | Dharamsala | Indien 330-6 (50)          | – | West Indies 271 (48.1) |
|                       |            | Indien gewinnt mit 59 Runs |   |                        |

### Fünftes ODI in Kolkata
| 20. Oktober Scorecard | Kolkata | Indien         | – | West Indies |
|                       |         | Spiel abgesagt |   |             |

## Twenty20 in Cuttack
| 22. Oktober | Cuttack | Indien         | – | West Indies |
|             |         | Spiel abgesagt |   |             |

## Tests

### Erster Test in Hyderabad
| 30. Oktober – 3. November | Hyderabad | Indien         | – | West Indies |
|                           |           | Spiel abgesagt |   |             |

### Zweiter Test in Bangalore
| 7. – 11. November | Bangalore | Indien         | – | West Indies |
|                   |           | Spiel abgesagt |   |             |

### Dritter Test in Ahmedabad
| 15. – 19. November | Ahmedabad | Indien         | – | West Indies |
|                    |           | Spiel abgesagt |   |             |

## Kontroverse
Am 18. September 2014 unterzeichneten die west-indische Spielervereinigung WIPA und das West Indies Cricket Board, das für das Cricket in den West-Indies verantwortlich ist, einen neuen Vertrag der die Bezahlung der Spieler regelte. Am 7. Oktober wurde über einen Brief vom west-indischen Spieler Dwayne Bravo an die Spielervereinigung berichtet, in dem er im Namen des Teams die neue Vereinbarung ablehnte und mit Streik drohte. Nachdem die ersten beiden ODI gespielt waren, richtete er vier Tage später einen Brief an den Verband und forderte das der Vertrag mit Spielervereinigung nicht in Kraft bleibt. In den Folgetagen kam es zu Auseinandersetzung zwischen den Beteiligten. Als es zu keiner Einigung kam, wurde während des vierten ODIs bekannt, dass der WICB das Team für die restliche Tour zurückzog. Der indische Verband BCCI drohte dem WICB zunächst mit Entschädigungsforderungen für die abgesagte Tour. Jedoch entschied man sich nur einen Teil der Verluste auf Juristischem Wege einzufordern und stattdessen ein Embargo über weitere Touren mit west-indischer Beteiligung zu verhängen. Anstatt der verbliebenen Testserie zog Sri Lanka eine Tour aus dem Jahr 2015 vor und Indien erklärte sich bereit im Gegenzug ein Jahr später in Sri Lanka eine Tour abzuhalten. Es war die erste Tour die unter dem geltenden ICC Future Tours Program abgebrochen wurde und eine Änderung der Regeln diesbezüglich im Januar 2014 erlaubt es Indien auf weitere Touren in den West Indies auf unbestimmte Zeit zu verzichten.

## Statistiken
Die folgenden Cricketstatistiken wurden bei dieser Tour erzielt.
| ODIs            | ODIs        | ODIs    | ODIs    | ODIs    | ODIs    | ODIs    | ODIs    | ODIs    |
| Batting         | Batting     | Batting | Batting | Batting | Batting | Batting | Batting | Batting |
| Spieler         | Mannschaft  | Spiele  | Innings | Runs    | Average | HS      | 100s    | 50s     |
| --------------- | ----------- | ------- | ------- | ------- | ------- | ------- | ------- | ------- |
| Marlon Samuels  | West Indies | 3       | 3       | 254     | 127,00  | 126*    | 2       | 0       |
| Virat Kohli     | Indien      | 3       | 3       | 191     | 63,66   | 127     | 1       | 1       |
| Dwayne Smith    | West Indies | 3       | 3       | 143     | 47,66   | 97      | 0       | 1       |
| Suresh Raina    | Indien      | 3       | 3       | 133     | 44,33   | 71      | 0       | 2       |
| Shikhar Dhawan  | Indien      | 3       | 3       | 104     | 34,66   | 68      | 0       | 1       |
| Ajinkya Rahane  | Indien      | 3       | 3       | 104     | 34,66   | 68      | 0       | 1       |
| Bowling         |             |         |         |         |         |         |         |         |
| Spieler         | Mannschaft  | Spiele  | Overs   | Wickets | Average | BBI     | 5W      | 10W     |
| Mohammed Shami  | Indien      | 3       | 27.4    | 10      | 17,40   | 4/36    | 0       | 0       |
| Ravindra Jadeja | Indien      | 3       | 28      | 6       | 30,33   | 3/44    | 0       | 0       |
| Jerome Taylor   | West Indies | 3       | 29      | 5       | 36,20   | 3/54    | 0       | 0       |
| Umesh Yadav     | Indien      | 2       | 18      | 3       | 28,66   | 2/44    | 0       | 0       |
| Ravi Rampaul    | West Indies | 2       | 16      | 3       | 31,66   | 2/48    | 0       | 0       |
| Amit Mishra     | Indien      | 2       | 20      | 3       | 37,33   | 2/40    | 0       | 0       |
| Dwayne Bravo    | West Indies | 3       | 20      | 3       | 43,33   | 2/28    | 0       | 0       |